# Cabra
Cabra er en by og kommune i det sydlige Spanien i provinsen Córdoba. Den har et indbyggertal på 20.024 (2024) indbyggere.